# Kow Swamp
Kow Swamp är en reservoar och tidigare ett träsk i Australien. Det ligger i delstaten Victoria, omkring 220 kilometer norr om delstatshuvudstaden Melbourne.
Trakten runt Kow Swamp består till största delen av jordbruksmark. Runt Kow Swamp är det mycket glesbefolkat, med 4 invånare per kvadratkilometer. Genomsnittlig årsnederbörd är 514 millimeter. Den regnigaste månaden är februari, med i genomsnitt 77 mm nederbörd, och den torraste är januari, med 16 mm nederbörd.